# Daniel Berg (missionär)
Daniel Berg, född Gustaf Daniel Högberg 19 april 1884 i Rånnums Storegård, Västra Tunhems församling, Älvsborgs län, död 27 maj 1963 på Norrbackagatan 5 i S:t Matteus församling, Stockholm, var en svensk missionär.
Han döptes 1899. I november 1910 kom Berg, tillsammans med Gunnar Vingren, med båt från New York, till Belém i delstaten Pará i Brasilien och startade där det som blev den andra brasilianska pingströrelsen Assembleia de Deus (efter den Kristna församlingen i Brasilien). Idag anges 22,5 miljoner människor i Brasilien vara medlemmar i rörelsen Assembleias de Deus, och 100.000 församlingar är anslutna till Assembleias de Deus. Tillsammans med de andra pingstkyrkorna är där ännu fler medlemmar i Brasilien.

## Privatliv
Föräldrarna var arbetaren på Rånnums Storegård, Västra Tunhems församling, Älvsborgs län Gustav Verner Högberg, född den 15 augusti 1856 i Sundals-Ryrs församling, Älvsborgs län och hans hustru Anna Fredrika Olsdotter, född den 15 oktober 1856 i Frändefors församling, Älvsborgs län. Daniel Berg gifte sig i Sverige 1920 med Sara Sofia Lovisa Ahlberg, född den 5 augusti 1896 i Karlskrona stadsförsamling, Blekinge län, död den 11 april 1981 i Sollentuna församling, Stockholms län med adress Trädgårdsvägen 94. Saras föräldrar var vaktkonstapeln vid Kronoarbetsstationen eller Straffanstalten på Tjurkö, Karlskrona stadsförsamling Gustaf Albert Eriksson Ahlberg, född den 7 april 1861 i Västra Vingåkers församling, Södermanlands län och dennes hustru Amanda Sofia Nilsson, född den 8 oktober 1863 i Bäckebo församling, Kalmar län. Parets barn var Lisbeth, David och Deborah.